# Генерал-Колево (Варненська область)
Генера́л-Ко́лево (болг. Генерал Колево) — село у Варненській області Болгарії. Входить до складу общини Вилчий Дол.

## Населення
За даними перепису населення 2011 року у селі проживали 272 особи.
Національний склад населення села:
| Національність   | Кількість осіб | Відсоток |
| ---------------- | -------------- | -------- |
| турки            | 153            | 58,4%    |
| цигани           | 60             | 22,9%    |
| болгари          | 45             | 17,2%    |
| інша             | 0              | 0%       |
| не визначились   | 4              | 1,5%     |
| Всього відповіли | 262            |          |

Розподіл населення за віком у 2011 році:
Динаміка населення: